# Justin Thomas (baseball)
Pour les articles homonymes, voir Justin Thomas et Thomas (nom de famille).
Justin Joseph Thomas (né le 18 janvier 1984 à Toledo, Ohio, États-Unis) est un ancien lanceur de relève gaucher des Ligues majeures de baseball.

## Carrière
Athlète évoluant à la Youngstown State University en Ohio, Justin Thomas est un choix de quatrième ronde des Mariners de Seattle en 2005. À l'origine lanceur partant dans les ligues mineures, le gaucher est peu à peu converti en releveur.
Thomas fait ses débuts dans le baseball majeur avec les Mariners le 1er septembre 2008. Il encaisse une défaite en huit sorties en relève avec l'équipe. Après avoir passé la saison 2009 en Triple-A avec les Rainiers de Tacoma, club-école des Mariners, Thomas est réclamé au ballottage par les Pirates de Pittsburgh le 29 octobre 2009. Il lance une bonne saison en 2010 chez les Indians d'Indianapolis, le club-école des Pirates dans la Ligue internationale : il remporte 5 victoires contre aucune défaite et affiche une moyenne de points mérités de 2,48 en 54 manches et un tiers lancées. Les Pirates ne l'appellent dans les majeures que pour 12 parties en cours d'année, et il encaisse une défaite à sa seule décision.
Devenu agent libre après une autre année (2011) passée à Indianapolis, Justin Thomas signe le 22 novembre 2011 un contrat des ligues mineures avec les Red Sox de Boston. Celui qui n'a lancé que 17 manches au total dans les majeures dans les 4 années précédentes est choisi au sein de l'effectif de 25 joueurs des Red Sox pour l'ouverture de leur saison 2012. Sa moyenne de points mérités s'élève à 7,71 en 7 matchs pour Boston. Le 12 mai, il est réclamé au ballottage par les Yankees de New York.